# Marko Atso
Marko Atso, född 1973, är en estländsk musiker, musikproducent och skivbolagsdirektör som varit aktiv sedan 1989 i olika estniska och internationella metalband. Han började sin musikerkarriär som trummis i death/thrash metal-bandet Aggressor som han lämnade när bandet bytte namn och inriktning men återkom till när det återuppstod 2015. Under 14 år mellan 2004 och 2017 var Atso trummis i folk metal-bandet Metsatöll.

## Aggressor och No-Big-Silence
Marko Atso grundade death/thrash metal-bandet Aggressor tillsammans med sångaren och gitarristen Villem Tarvas, basisten Marek Pilist och gitarristen Kristo Kotkas 1989 och året därpå släppte bandet sin första demolåt kallad "Indestructible", starkt influerad av tyska Kreator. De släppte en fyraspårsdemo 1991 och två år senare kom den första fullängdsutgivningen på skivbolaget Theka. Debuten Procreate the Petrifactions spelades in i Townhall Studio, Tallinn, i maj 1992 och gavs ut först ut på kassettband 1993 och har senare släppts även på CD och vinyl. Redan året därpå, 1994, kom albumet Of Long Duration Anguish denna gång utgivet på kassett och CD av Fugata Records. Den kommande sommaren spelade Aggressor på Estlands största rockfestival "Rocksummer '95".
Medlemmarna i Aggressor fortsatte spela tillsammans men musiken ändrade inriktning och 1996 bytte bandet namn till No-Big-Silence och inriktning till industrirock/industrimetal. Atso var kvar fram till i början av 2000-talet då han lämnade bandet.
Bandet återuppstod som Aggressor 2015 och Marko Atso tillsammans med de tidigare grundarna Villem Tarvas, Marek Piliste och Kristo Kotkas spelar åter ihop, nu förstärkta med Kaido "Draconic" Haavandi på sång.

## Loits och Põhjast
Sedan år 2000 spelar Atso trummor även i black metal-bandet Loits. Bandet kallar sin musikstil "Militant Flak 'N' Roll" och musik och texter handlar ofta om Andra världskriget, patriotism och stolthet över förfäderna. Atso har spelat med Loit på tre fullängdsalbum, fem EP och några musikvideo-/samlingsalbum.  Loits har turnerat med band som finska Horna och Behexen samt nederländska Salacious Gods.
Põhjast är ett internationellt (estniskt/tyskt/finskt/kanadensiskt) black/doom metal-band som Marko Atso spelar med sedan 2012. Bandet har släppt två album Thou Strong, Stern Death (2012) på Spinefarm och Matused (2014) på Stormspell Records.

## Human Ground och Metsatöll

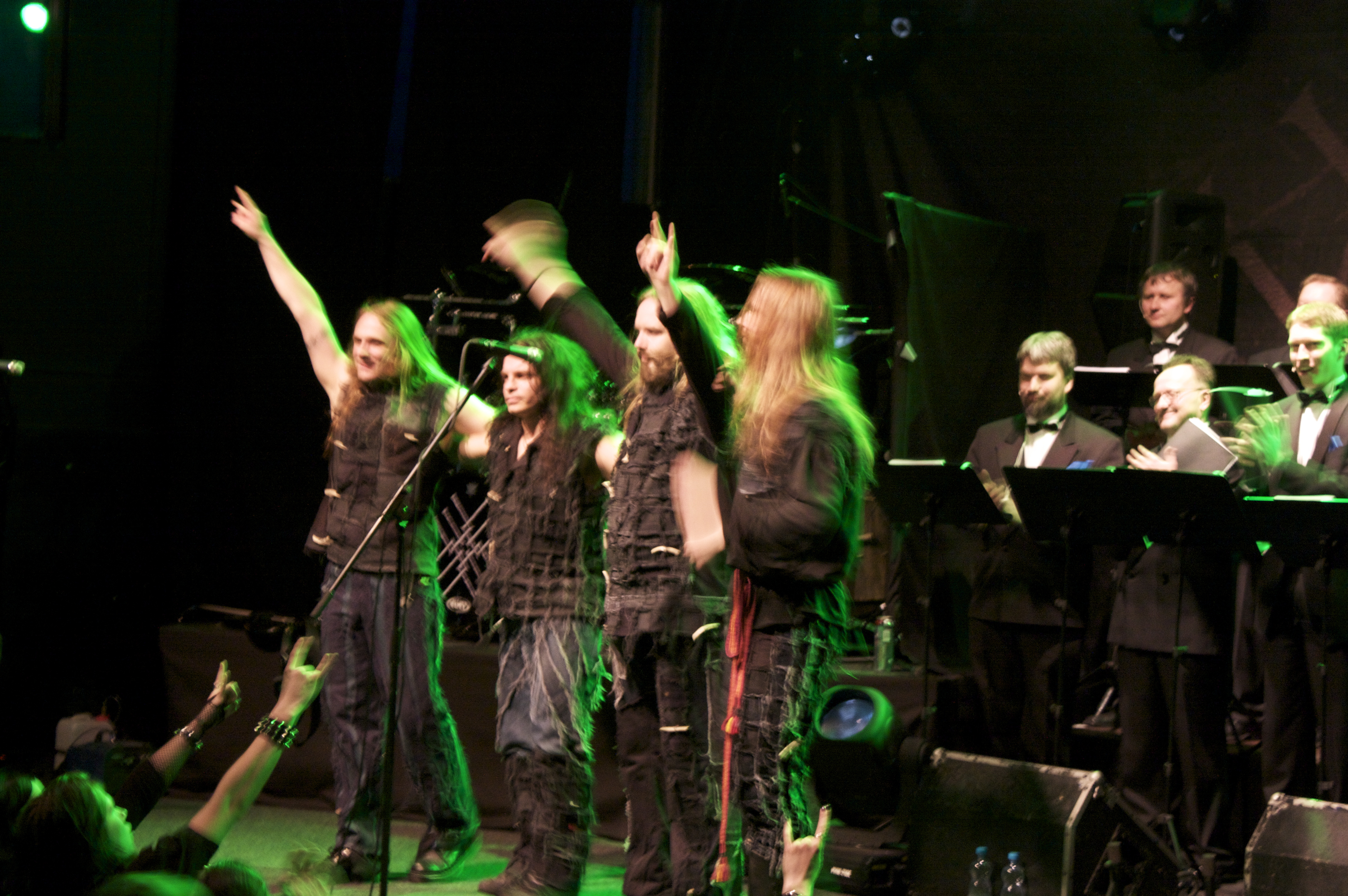
"KuriRaivo", Marko Atso, "Rabapagan" och "Varulven" i Metsatöll 2010

Mellan 2004 och 2010 spelade Atsu i progressiv/melodisk death metal-bandet Human Ground tillsammans med bland andra Metsatöll-kollegan och basisten Raivo Piirsalu. Human Ground släppte 2004 en trespårs demo kallad Carrier Of The Remains och gav ut det självbetitlade debutalbumet i maj 2005 på Nailboard Records. Sedan 2010 har bandet lagts på is.
Marko Atso blev Metsatölls trummis 2004 när originalmedlemmen Silver "Faktor" Ratassepp lämnade bandet. Med bandet spelade Atso in sex studioalbum och ett antal EP, live- och samlingsalbum. Det blev också många turnéer och festivalspelningar med Metsatöll under de 14 åren innan Atso lämnade bandet i december 2017.

## Tidigare band
Som trummis i det estnisk/ukrainska heavy metal-bandet SABO var Atso aktiv under åren 1996-2009 och spelade in albumet Любовь убивает (ung. Kärlek dödar) som gavs ut 1999. Från 2000 och några år framåt var Atso trummis i thrash metal-bandet Shower. Han har också spelat med nu metal-bandet Solwaig och med hiphop-gruppen Toe Tag från Kalamaja.

## Skivbolagsdirektör och producent
Marko Atso är VD och producent i skivbolaget RoundSound som återutgav Aggressors debutalbum, på CD och vinyl, 2012 och death metal-bandet Intrepids debut Empress of Devastation som släpptes i juni 2017. Atso har också producerat, mixat och/eller mastrat album för banden Spellbinder (SBR 2004), Human Ground (Human Ground 2005), Metsatöll (Ulg 2011, Pummelung 2015) och Tharaphita (Ülestõus 2014).

## Diskografi

### Med Aggressor
- Indestructible (demo) - (1990)
- Demo 91 (demo) - (1991)
- Procreate the Petrifactions - (1993)
- Of Long Duration Anguish - (1994)

### Med No-Big-Silence
- 99 - (1997)
- Successful, Bitch & Beautiful - (2000)
- Unreleased - (2003)

### Med Sabo
- Любовь убивает (ung. Kärlek dödar) - (1999)

### Med Loits
- Ei kahetse midagi - 2001
- Legion Estland (EP) - 2002
- Reval 15.02.2003 (DVD) - 2003
- Vere kutse kohustab - 2004
- Meeste muusika (EP) - 2004
- Vere kutse kohustab - 2004
- Vere kutse (DVD) - 2005
- Leegion laval 12.01.2007 (DVD) - 2007
- Must album - 2007
- Mustad laulud (EP) - 2007
- Raiugem ruunideks (EP) - 2009
- Tulisilma Sünd (EP) - 2016

### Med Human Ground
- Carrier Of The Remains (demo) - 2004
- Human Ground (studioalbum) - 2005

### Med Põhjast
- Thou Strong, Stern Death - 2012
- Matused - 2014

### Med Metsatöll
Singlar
- "Ussisõnad"  singel - (2004)
- "Veelind" singel - (2008)
- "Merehunt" singel - (2008)
- "Vaid vaprust" singel - (2010)
- "Küü" singel - (2011)
- "Kivine maa" singel - (2011)
- "Lööme mesti" singel - (2013)
- "Tõrrede kõhtudes" singel - (2014)
- "Külmking" singel - (2014)
- "Vimm" singel - (2016)

Studioalbum
- Hiiekoda - (2004)
- Terast Mis Hangund Me Hinge 10218 - (2005)
- Iivakivi - (2008)
- Äio - (2010)
- Ulg - (2011)
- Karjajuht - (2014)

Split, samarbeten
- Mahtra Sõda Metsatöll/Tsõdsõpujaleelo - (2005)
- ...Suured koerad, väiksed koerad ... Metsatöll/Kukerpillid - (2008)

EP
- "Sutekskäija" EP - (2006)
- "Pummelung" EP - (2015)

Samlingsalbum
- Vana Jutuvestja Laulud - (2016)